# Horton hör en vemling
Horton hör en vemling (engelska: Horton Hears a Who) är en barnbok skriven av Dr. Seuss som publicerades 1954 och en uppföljare till hans bok Horton Hatches The Egg. Den kom ut på svenska 2020 och var översatt av Marianne Tufvesson. Boken blev även en familjefilm 2008 med titeln Horton av Blue Sky Studios. 

## Bakgrund
Innan boken skrevs hade författaren en rasistisk attityd mot japanerna under andra världskriget. När han besökte landet 1953 för att skriva en artikel till magasinet Life, såg han hur kriget hade påverkat befolkningen. Seuss började känna medlidande, och han dedikerade boken till Mitsugi Nakamura, en man han lärde känna i Japan. Horton Hears 'Em var arbetsnamnet på boken innan den officiella titeln användes, och boken har många referenser till kriget. 
I en intervju berättade Seuss hur han kom på idén till boken: "Japan började uppstå, och folket börjar rösta för första gången, och sköter sina egna liv. Temat (till boken) är uppenbart; "En person är en person, oavsett hur liten", fast jag vet inte hur jag började använda elefanter till detta".

## Handling
En tidig sommardag hörde elefanten Horton någon som ropade på hjälp. Han upptäckte snart att det kom från ett litet dammkorn, och han räddar det genom att lägga det på en klöver. Han börjar snart inse att dammkornet är en liten planet med små mikroskopiska varelser vid namn "Vemlingar" som bor i ett samhälle som heter "Vemby". Djuren i djungeln börjar tro att Horton har tappat förståndet och vill sätta stopp för dessa fånigheter. Kan Horton skydda sina nyfunna vänner från alla djungelns faror?